# Nicoletta Ercole
Nicoletta Ercole (Roma, 27 febbraio 1953) è una costumista italiana.

## Biografia
Attiva dalla fine degli anni settanta, lavora prima in Italia, legandosi professionalmente al regista Marco Ferreri, e successivamente ha una lunga collaborazione con Milena Canonero e il cinema statunitense.

## Filmografia

### Cinema
- Amori miei, regia di Steno (1978)
- La vedova del trullo, regia di Franco Bottari (1979)
- Chiedo asilo, regia di Marco Ferreri (1979)
- Sesso profondo, regia di Marino Girolami (1980)
- Manolesta, regia di Pasquale Festa Campanile (1981)
- Storie di ordinaria follia, regia di Marco Ferreri (1981)
- Piraña paura, regia di James Cameron (1982)
- Grog, regia di Francesco Laudadio (1982)
- Storia di Piera, regia di Marco Ferreri (1983)
- Tu mi turbi, regia di Roberto Benigni (1983)
- Flirt, regia di Roberto Russo (1983)
- Se tutto va bene siamo rovinati, regia di Sergio Martino (1984)
- Il futuro è donna, regia di Marco Ferreri (1984)
- Pianoforte, regia di Francesca Comencini (1984)
- Magic Moments, regia di Luciano Odorisio (1984)
- Casablanca, Casablanca, regia di Francesco Nuti (1985)
- Tutta colpa del paradiso, regia di Francesco Nuti (1985)
- I Love You, regia di Marco Ferreri (1986)
- Miss Arizona, regia di Pál Sándor (1987)
- Rimini Rimini, regia di Sergio Corbucci (1987)
- Le foto di Gioia, regia di Lamberto Bava (1987)
- Come sono buoni i bianchi!, regia di Marco Ferreri (1988)
- Paura e amore (Fürchten und Lieben), regia di Margarethe von Trotta (1988)
- Il nido del ragno, regia di Gianfranco Giagni (1988)
- L'africana (Die Rückkehr), regia di Margarethe von Trotta (1990)
- La bocca, regia di Luca Verdone (1990)
- Faccione, regia di Christian De Sica (1991)
- La casa del sorriso, regia di Marco Ferreri (1991)
- La carne, regia di Marco Ferreri (1991)
- Ricky & Barabba, regia di Christian De Sica (1992)
- La bionda, regia di Sergio Rubini (1993)
- Diario di un vizio, regia di Marco Ferreri (1993)
- S.P.Q.R. - 2000 e ½ anni fa, regia di Carlo Vanzina (1994)
- Uomini uomini uomini, regia di Christian De Sica (1995)
- Io no spik inglish, regia di Carlo Vanzina (1995)
- Selvaggi, regia di Carlo Vanzina (1995)
- Palla di neve, regia di Maurizio Nichetti (1995)
- A spasso nel tempo, regia di Carlo Vanzina (1996)
- Il ciclone, regia di Leonardo Pieraccioni (1996)
- Squillo, regia di Carlo Vanzina (1996)
- A spasso nel tempo - L'avventura continua, regia di Carlo Vanzina (1997)
- Fuochi d'artificio, regia di Leonardo Pieraccioni (1997)
- Coppia omicida, regia di Claudio Fragasso (1998)
- Rewind, regia di Sergio Gobbi (1998)
- L'anniversario, regia di Mario Orfini (1999)
- Il principe e il pirata, regia di Leonardo Pieraccioni (2001)
- L'ultimo bacio, regia di Gabriele Muccino (2001)
- Sotto il sole della Toscana (Under the Tuscan Sun), regia di Audrey Wells (2003)
- Le barzellette, regia di Carlo Vanzina (2004)
- Il ritorno del Monnezza, regia di Carlo Vanzina (2005)
- Natale a Miami, regia di Neri Parenti (2005)
- La sconosciuta, regia di Giuseppe Tornatore (2006)
- Natale a New York, regia di Neri Parenti (2006)
- 2061 - Un anno eccezionale, regia di Carlo Vanzina (2007)
- Nero bifamiliare, regia di Federico Zampaglione (2007)
- Un'estate al mare, regia di Carlo Vanzina (2008)
- Due vite per caso, regia di Alessandro Anoradio (2010)
- Letters to Juliet, regia di Gary Winick (2010)
- Baciato dalla fortuna, regia di Paolo Costella (2011)
- Incompresa, regia di Asia Argento (2014)
- Torno indietro e cambio vita, regia di Carlo Vanzina (2015)
- Matrimonio al Sud, regia di Paolo Costella (2015)
- Uno per tutti, regia di Mimmo Calopresti (2015)
- Amici come prima, regia di Christian e Brando De Sica (2018)
- Sono solo fantasmi, regia di Christian e Brando De Sica (2018)
- Agony, regia di Michele Civetta (2020)
- Gianni Schicchi, regia di Damiano Michieletto (2021)
- Gli idoli delle donne, regia di Lillo & Greg ed Eros Puglielli (2022)
- Girasoli, regia di Catrinel Marlon (2023)
- Una terapia di gruppo, regia di Paolo Costella (2024)

### Televisione
- Kingdoms of Fire – serie TV (2019)

## Riconoscimenti
- David di Donatello
  - 2007 – Candidatura alla miglior costumista per La sconosciuta

- Nastro d'argento
  - 1992 – Candidatura alla miglior costumista per La casa del sorriso
  - 1998 – Candidatura alla miglior costumista per A spasso nel tempo - L'avventura continua
  - 2006 – Candidatura alla miglior costumista per Il ritorno del Monnezza
  - 2007 – Candidatura alla miglior costumista per La sconosciuta
  - 2008 – Candidatura alla miglior costumista per Nero bifamiliare e 2061 - Un anno eccezionale
  - 2014 – Candidatura alla miglior costumista per Incompresa